# 익산 심곡사 칠층석탑
익산 심곡사 칠층석탑(益山 深谷寺 七層石塔)은 대한민국 전북특별자치도 익산시 심곡사에 있는 조선시대에 만들어진 칠층석탑이다. 2001년 9월 21일 전라북도의 유형문화재 제192호로 지정되었다.

## 개요
신라 무염대사가 처음 지었다는 심곡사의 대웅전 앞마당에 자리한 칠층석탑으로서, 원래는 심곡사에서 200m 정도 떨어진 곳에 있었다가 이곳으로 옮겨진 것이라고 한다.
1층의 받침돌 위에 7층의 지붕돌을 올리고 맨 위에는 작은 연꽃봉우리 모양의 머리장식을 얹은 모습으로 전체적으로 높다란 느낌을 준다. 바닥돌 위에 있는 받침돌에는 엎어 놓은 모습의 연꽃문양과 위를 향한 모습의 연꽃문양이 아래 위로 각각 새겨져 있다. 탑몸돌과 지붕돌이 1매의 돌로 이루어져 있으며 탑몸돌에는 기둥 모양이 생략되었다. 지붕돌 받침은 3개로 표현되어 있고 경사가 완만한 지붕돌의 처마끝은 모서리에 가서 살짝 들어 올려져 백제탑의 전통을 이어오는 면이 보인다.
탑의 일부가 나중에 고쳐진 흔적이 있고 받침 부분과 탑몸 부분이 서로 조화되지 못한 점이 있기는 하나 전체적으로 볼 때 고려시대 말∼조선시대 초기 석탑의 양식을 잘 보여주고 있다. 받침부분에 나타난 고려시대 탑의 양식과 지붕돌 받침에 나타난 조선시대 탑의 양식, 지붕돌의 백제탑 양식을 모두 간직하고 있어 익산 지역에서 석탑 변화과정을 파악할 수 있는 귀중한 자료이다.

## 같이 보기
- 익산 심곡사 칠층석탑 출토 금동불감 및 금동아미타여래칠존좌상

## 참고 자료
- 심곡사칠층석탑 - 국가유산청 국가유산포털